# Ling-Temco-Vought

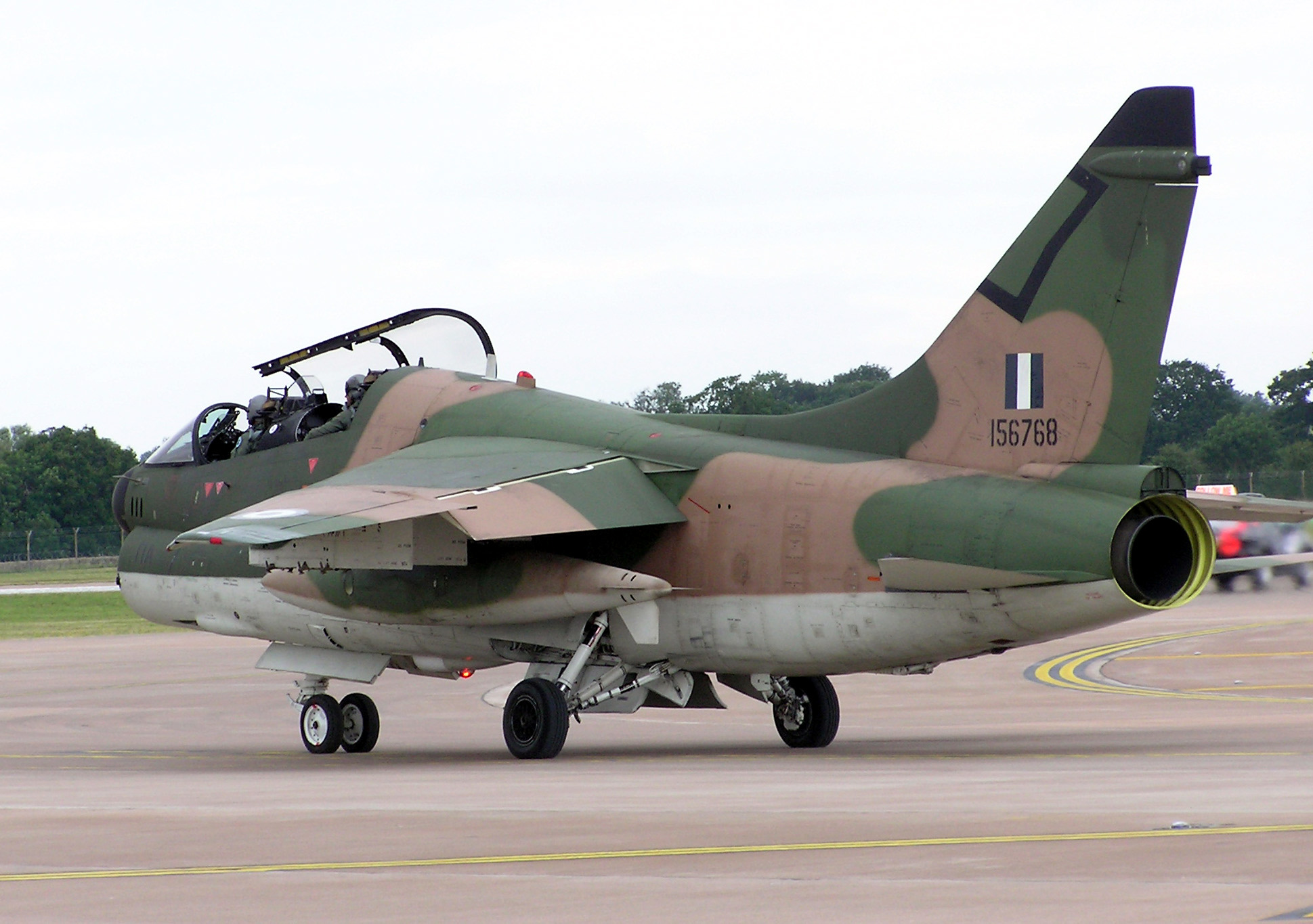
A-7 Corsair II de la Fuerza Aérea Griega fabricado por Ling-Temco-Vought.

Ling-Temco-Vought (LTV) fue un conglomerado empresarial estadounidense desaparecido por quiebra.

## Historia
En 1947 el emprendedor James Ling fundó su propia empresa contratista en Dallas, Ling Electric Company, la cual estaba basada en la parte trasera de su tienda. Después de incorporar e inscribir su firma en 1955, Ling creó maneras innovadoras de mercadear su stock, incluyendo la venta puerta a puerta y en la Feria Estatal de Texas.
En 1956, Ling compró L.M. Electronics, y en 1959 añadió Altec Electronics, un fabricante de Sistemas Stereo y de áltavoces. En 1960, Ling unió su empresa con Temco Aircraft, más conocida por su trabajo con misiles usando fondos adicionales desde el magnate de los seguros Troy Post, que había comprado la famosa firma aeroespacial Chance Vought. La nueva compañía se convirtió en Ling-Temco-Vought, con ventas combinadas de US $2.7 miles de millones de dólares en 1969. Socio importante de la firma era David Harold Byrd.
Con bajas tasas de interés en grandes préstamos que consiguió con sus amigos, Ling procedió a construir uno de los mayores conglomerados de los años 60
Su producto estrella fue el LTV Corsair II avión de ataque estándar de la Marina de Estados Unidos en la Guerra de Vietnam. El A-7 Corsair tuvo la distinción de ser el único avión cazabombardero de Estados Unidos de un solo asiento, de los años 60, diseñado, construido y destinado a la Guerra de Vietnam.